# Conservatori Superior de Música d'Aragó
El Conservatori Superior de Música d'Aragó (CSMA) és un centre de formació musical situat a Saragossa. S'hi imparteixen les titulacions superiors de Composició, Direcció i Interpretació. Dins aquesta darrera, s'hi ofereixen els itineraris següents: acordió, arpa, cant, clarinet, clavecí, contrabaix, fagot, flauta de bec, flauta travessera, guitarra, instruments de pua, oboè, orgue, percussió, piano, saxòfn, trombó, trompa, trompeta, tuba, viola, violí i violoncel. El 2018 el centre va ampliar la seva oferta començant a impartir els màsters de música contemporània i de música de conjunt.
El curs 2018/1019 el conservatori va comptar amb 320 matriculats i més d'un centenar de docents. Les seves instal·lacions compten amb 50 aules, 40 cabines d'estudi i un auditori amb 460 places.